# Фінтоаг
Фінтоаг (рум. Fintoag) — село у повіті Хунедоара в Румунії. Входить до складу комуни Лепуджу-де-Жос.
Село розташоване на відстані 330 км на північний захід від Бухареста, 37 км на захід від Деви, 131 км на південний захід від Клуж-Напоки, 94 км на схід від Тімішоари.

## Населення
За даними перепису населення 2002 року у селі проживали 259 осіб, усі — румуни. Усі жителі села рідною мовою назвали румунську.